# Jackson (làng), Wisconsin
Jackson là một làng thuộc quận Washington, tiểu bang Wisconsin, Hoa Kỳ. Năm 2006, dân số của làng này là 4938 người.